# Yoga Journal
Yoga Journal (рус. Журнал йоги) — американская медиакомпания, публикующая одноимённый журнал, поддерживающая веб-сайт, издающая DVD и организующая конференции, посвящённые темам йоги, здорового образа жизни, фитнеса и здорового питания. Региональные издания журнала Yoga Journal выходят в России, Китае, Италии, Испании, Бразилии, Таиланде, Гонконге и Сингапуре. Журнал Forbes назвал веб-сайт Yoga Journal «наиболее полным и впечатляющим сайтом на тему йоги».
Журнал Yoga Journal был основан в мае 1975 года организацией Holistic Life Foundation (позднее переименованной в The Feathered Pipe Foundation) в сотрудничестве с членами Калифорнийской ассоциации преподавателей йоги. Редакторами-основателями журнала были Уильям Станиджер и Джанис Полсен Силвер. Их целью было создание журнала, который бы объединил членов быстро растущего сообщества практикующих йогу и предоставил бы материалы, совмещающие основную суть классической йоги с научным пониманием вопроса.
К середине 1990-х годов, с ростом популярности йоги в Америке, тираж Yoga Journal достиг 66 000 экземпляров. Осенью 1998 года, журнал был куплен Джоном Абботтом, — бывшим банкиром Citicorp и фанатом йоги. С тех пор, платный тираж журнала достиг 350 000 экземпляров, а его читательская аудитория превысила 1 млн человек. В сентябре 2006 года, журнал был куплен издательством Active Interest Media, которое также публикует Vegetarian Times и Black Belt Magazine.